# A Grande Ideia
A Grande Ideia foi um programa jornalístico do SBT, apresentado por Carolina Castelo Branco e exibido aos domingos, pela manhã.

## Sinopse
O programa envolvia reportagens sobre empreendedorismo e inovações, diferente do qual de mesmo gênero Entre os quadros do programa tinha o “Negócio Curioso”, no qual o telespectador acompanhava histórias inusitadas que deram certo. Teve também a “Dica do Patrão”, em que grandes empresários brasileiros iam direto ao assunto e mostravam pontos estratégicos para  o telespectador melhorar o seu negócio. No "E aí, Qual é a Dúvida?", especialistas aconselhavam empresário de qualquer parte do Brasil a melhorar a imagem de sua empresa.
Semanalmente, o telespectador ficava por dentro das dicas, consultorias e educação financeira para melhorar seu negócio e obter excelentes resultados. O programa tinha o mesmo formato do Pequenas Empresas & Grandes Negócios, mas era mais dinâmico, informativo e jovem.
O programa foi exibido apenas durante o ano de 2012. Saiu do ar em 30 de dezembro do mesmo ano e nunca mais voltou à programação da emissora devido à rescisão do contrato da Caixa e Sebrae após a grade da emissora sofrer uma reformulação.